# Deutsche Gesellschaft für Zahn-, Mund- und Kieferheilkunde
Die Deutsche Gesellschaft für Zahn-, Mund- und Kieferheilkunde e. V. (DGZMK) ist die wissenschaftliche Dachorganisation der deutschen Zahnmedizin. Sie vereint 40 spezialisierte Fachgesellschaften, Arbeitskreise und Arbeitsgemeinschaften in Deutschland und hat etwa 23.000 Mitglieder (Stand: 2018). Dies entspricht einem Anteil von fast 32 % aller in Deutschland tätigen Zahnärzte. Damit gehört sie zu den größten wissenschaftlich-medizinischen Gesellschaften in Europa.
Neben der Bundeszahnärztekammer, einem Zusammenschluss der Landeszahnärztekammern, die schwerpunktmäßig die standes- und gesundheitspolitischen Themen der deutschen Zahnärzteschaft vertritt und der Kassenzahnärztlichen Bundesvereinigung, die sich für die Belange der Vertragszahnärzte einsetzt, steht die DGZMK vorwiegend für die wissenschaftlichen Positionen der Zahnmedizin. Die Mitgliedschaft ist freiwillig.

## Geschichte
1859 wurde der Centralverein deutscher Zahnärzte (CVdZ) gegründet. Seine Gründungsväter verfolgten dabei das Ziel der Etablierung einer deutschlandweit einheitlichen Ausbildung zum Zahnarzt. Darüber hinaus sollte der CVdZ als berufspolitische Vertretung dienen.
Die Gründungsinitiative ging dabei vom Lüneburger Zahnarzt David Fricke aus, der sich zusammen mit 21 weiteren Kollegen aus dem norddeutschen Raum 1859 über die Zeitschrift „Der Zahnarzt“ mit einem Beitrittsaufruf an alle Kollegen des Deutschen Bundes wandte. Bereits im April 1859 registrierte der CVdZ 38 zusätzliche Beitritte von Zahnärzten aus dem gesamten Bundesgebiet, darunter den Vorsitzenden des Vereins Sächsischer Zahnärzte, Hofzahnarzt Hering.
In der Zeit von 1859 bis 1890 übernahm der Centralverein eine Doppelfunktion. So übernahm er neben den wissenschaftlichen auch berufspolitische Aufgaben. Sein Ziel war zu dieser Zeit die Hebung des zahnärztlichen Standes in sozialer und wissenschaftlicher Beziehung.
Da die berufspolitischen Erfolge des CVdZ im Gegensatz zu den wissenschaftlichen eher begrenzt blieben, fokussierte sich der Centralverein ab dem Jahre 1890 ausschließlich auf die Förderung der zahnmedizinischen Wissenschaft. Die Vertretung der berufspolitischen Interessen übernahm fortan der am 2. April 1891 gegründete Vereinsbund deutscher Zahnärzte (VbDZ).
Im Rahmen der 31. Jahrestagung im Jahre 1925 erging der beiderseitige Beschluss, dass der CVdZ wieder mit dem VbDZ verschmelzen und fortan als Deutsche Gesellschaft für Zahn- und Kieferheilkunde (DGZK) die vornehmlich wissenschaftlichen Interessen seiner Mitglieder wahren solle. Berufspolitische Fragen spielten keine wesentliche Rolle mehr. Diese übernahm fortan der Reichsverband der Zahnärzte Deutschlands. Die Verschmelzung von CVdZ und VBDZ erfolgte im darauffolgenden Jahr. Zu diesem Zeitpunkt wies die neugegründete DGZK 2.750 Mitglieder auf.

### Zeit des Nationalsozialismus
Am 25. März 1933 wurde Ernst Stuck, der 1930 der NSDAP beigetreten war, im Rahmen der Hauptversammlung des Reichsverbandes der Zahnärzte Deutschlands zu dessen neuen Vorsitzenden gewählt. Seiner engen Verbindung zur Reichsleitung der NSDAP hatte er zu verdanken, dass ihm der Titel als „Reichszahnärzteführer“ zuteilwurde. Am 6. August 1933 forderte Stuck schließlich auf der Vorstandssitzung der DGZK die Anerkennung der politischen Führerschaft des Reichszahnärzteführers und seine Hinzuziehung zu allen Verhandlungen. Im Herbst 1933 forderte er schließlich die Gründung einer zahnmedizinischen Dachorganisation, die den Namen Deutsche Gesellschaft für Zahn-, Mund- und Kieferheilkunde (DGZMK) tragen sollte. Die Umstrukturierung hatte unter anderem die Folge, dass die neugegründete DGZMK schlagartig etwa 16.000 Mitglieder verzeichnete.
Die DGZMK sollte demnach folgende Aufgaben übernehmen:
1. Beratung des Reichzahnärzteführers
2. Belebung und Regelung des wissenschaftlichen Lebens des Gesamtgebietes, soweit es in Vorträgen, im Fortbildungswesen und im Schrifttum seinen Ausdruck findet. Zu diesem Zweck unterhielt die DGZMK
  - eine Zentralbibliothek
  - eine wissenschaftliche Lehrmittelsammlung
  - eine Filmstelle und
  - eine kulturhistorische Sammlung
3. Vertiefung und Ausbau des Gesamtgebietes des Faches

Darüber hinaus forderte Stuck, dass die DGZMK einen wissenschaftlichen Führerstamm heranbilden sollte, dessen Aufgabe es sein sollte, „die jüngere Generation mit dem Geiste echter Wissenschaft und eines echten priesterlichen Arzttums zu durchdringen“. Auch das zahnärztliche Pressewesen wurde umgebaut. So wurde die Deutsche Monatsschrift für Zahnheilkunde 1933 eingestellt und 1934 durch die Deutsche Zahn-, Mund- und Kieferheilkunde ersetzt. Stuck unterstellte darüber hinaus das Gebiet der zahnärztlichen Fortbildung dem Reichsverband der Zahnärzte Deutschlands und errichtete eigens hierfür die Akademie für zahnärztliche Fortbildung.
Losgelöst von der Aufgabe der zahnärztlichen Fortbildung war nun die Förderung der wissenschaftlichen Forschung auf allen zahnärztlichen Fachgebieten die ausschließliche Aufgabe der DGZMK. Im Jahre 1935 umfasste die DGZMK als wissenschaftliche Dachgesellschaft bereits sechs Arbeitsgemeinschaften. Hierzu gehörten die Arbeitsgemeinschaften Zahn-, Mund- und Kieferchirurgie, für Kieferorthopädie, für dentale Anatomie und Pathologie, für Parodontoseforschung (deutsche Arpa), für Prothetik und Werkstoffkunde sowie für Zahnerhaltungskunde. Im April 1935 setzte Stuck dann gegen zahlreiche Widerstände die Bezeichnungen „Fachzahnarzt für Kieferorthopädie“ und „Fachzahnarzt für Kieferchirurgie“ durch.
1938 war die DGZMK maßgeblich am Approbationsentzug jüdischer Zahnärzte beteiligt.
Mit Beginn des Zweiten Weltkrieges im Jahre 1939 nahmen die wissenschaftlichen Aktivitäten der DGZMK zunächst stark ab. Stattdessen rückte der fachliche Austausch zu den besonderen Bedürfnissen des Krieges verstärkt in den Mittelpunkt. Mit zunehmendem Kriegsverlauf kehrte die DGZMK schließlich wieder mehr und mehr zu ihrer ursprünglich angedachten Hauptaufgabe, der zahnmedizinischen Forschung, zurück. Diese erfolgte vornehmlich auf dem Gebiet der Prothetik und Werkstoffkunde und erzielte große Erfolge bei Kiefer- und Gesichtsverletzungen.
Ab dem Jahr 1940 fanden keine Jahrestagungen mehr statt. Die Zeitschrift Deutsche Zahn-, Mund- und Kieferheilkunde wurde bis zum Jahreswechsel 1943/44 herausgegeben und dann ebenfalls eingestellt.
Unter den Präsidenten der DGZMK im Zeitraum 1906–1981 waren folgende Präsidenten Mitglieder der NSDAP: Ihre Zugehörigkeit wurde nach Ende des „Dritten Reichs“ vor, während und nach ihren Amtszeiten verheimlicht.
- Otto Walkhoff (1860–1934), Amtszeit 1906–1926 (1929 in die NSDAP eingetreten)
- Wilhelm Herrenknecht (1865–1941), Amtszeit 1926–1928
- Hermann Euler (1878–1961), Amtszeit 1928–1945 und 1949–1954 (1933 in die NSDAP eingetreten)
- Hermann Wolf (1889–1978), Amtszeit 1954–1957 (1938 in die NSDAP eingetreten)
- Gerhard Steinhardt (1904–1995), Amtszeit 1965–1969 (1938 in die NSDAP eingetreten)
- Eugen Fröhlich (1910–1971), Amtszeit 1969–1971
- Werner Ketterl (1925–2010), Amtszeit 1977–1981 (1943 in die NSDAP eingetreten)

### 1945 bis 1999
Aufgrund des nach Kriegsende durch die Alliierten verhängten Vereinsverbotes wurde auch die DGZMK zunächst aufgelöst. Doch bereits im Mai 1946 erfolgte die Herausgabe der „Deutschen Zahnärztlichen Zeitschrift“(DZZ). Zunächst erschien die DZZ als Kammerorgan der Bayerischen Landeszahnärztekammer, doch bald folgten die Zahnärztekammern der Provinzen Nordrhein, Niedersachsen, Nordbaden, Südbaden und Hessen, wodurch die DZZ rasch einen überregionalen Status errang.
Um das von den Alliierten verhängte Vereinsverbot zu umgehen, fand am 12. und 13. Januar 1946 unter der Leitung von Fritz Linnert in Nürnberg ein erster Meinungsaustausch von zahnärztlichen Berufsvertretern aus Westdeutschland statt. Am 2. und 3. Juni 1946 kam es in Heidelberg zur Gründung eines Interzonenausschusses der Zahnärzte, der sich jeweils aus drei Delegierten der drei westlichen Besatzungszonen und einem Vertreter aus Berlin rekrutierte. Im Januar 1948 wurde mit Erlaubnis der Militärregierung der Verband der Zahnärzte im amerikanischen Sektor von Groß-Berlin gegründet. Nur wenig später folge die Gründung des Verbands im britischen Sektor von Groß-Berlin. Vom 23. bis 25. Juni 1948 konstituierte sich in Rothenburg schließlich der Verband der Deutschen Zahnärztlichen Berufsvertretungen (VDZB). Den Vorsitz übernahm Fritz Linnert.
Am 13. März 1949 wurde schließlich der Beschluss gefasst, die Deutsche Gesellschaft für Zahn-, Mund- und Kieferheilkunde (DGZMK) zu rekonstituieren. Hermann Euler wurde zum ersten Vorsitzenden der DGZMK gewählt. Gustav Korkhaus (Bonn) und Karl Winter (Düsseldorf) übernahmen die Funktionen des stellvertretenden Vorsitzenden bzw. des Schriftleiters. Zu jenem Zeitpunkt hatten bereits 250 Zahnärzte ihr Interesse an einer Mitgliedschaft in der neu gegründeten DGZMK bekundet. Die konstituierende Sitzung fand als „77. Tagung der DGZMK“ schließlich im Juli 1949 – also nur zwei Monate nach der Gründung der Bundesrepublik Deutschland – in Wiesbaden im Rahmen des „10. Deutschen Zahnärztetages“ statt.
Im Jahr 1950 zählte die DGZMK lediglich 480 Mitglieder. Um ein rasches Wachstum der Mitgliedszahlen zu erreichen, beschloss man, auch Körperschaften den Beitritt zur DGZMK zu ermöglichen.
Die „Deutsche Zahnärztliche Zeitschrift“ (DZZ), bisweilen das Fachblatt der Bayerischen Zahnärztekammer, war fortan das offizielle wissenschaftliche Organ der DGZMK.
Losgelöst vom Nationalsozialismus konnte sich der Verein seiner ursprünglichen Aufgabe, der Förderung der (freien) Forschung im Bereich der Zahnmedizin widmen. Darüber hinaus sollte ein Wissenstransfer der erzielten Forschungsergebnisse von der Wissenschaft in die Praxis erfolgen. Zu diesem Zweck stellten sowohl die DGZMK als auch der VDZB jeweils zwei Delegierte, die sich vornehmlich der zahnärztlichen Fortbildung widmen sollten.
Einen deutlichen Mitgliedersprung erfuhr der Verein im Jahre 1953 durch die Umsetzung des am 31. März 1952 beschlossenen „Gesetzes über die Ausübung der Zahnheilkunde“, das dem in Deutschland vorhandenen dualen System aus Dentisten und Zahnärzten ein Ende bereitete. Bis zum Ende des Jahres 1953 erbrachten etwa 15.000 Dentisten mit dem Besuch eines 60-stündigen Fortbildungskurses den gesetzlich geforderten Qualifikationsnachweis und erhielten daraufhin die Bestallung zum Zahnarzt.
Darüber hinaus war der Verein sehr um die Integration von Zahnärzten aus der DDR in die eigenen Forschungsaktivitäten bemüht. Im Jahr 1960 zählte die DGZMK immerhin 160 Mitglieder aus der DDR. Die strikte politische Trennung der DDR von der BRD sowie der Bau der Berliner Mauer im Jahre 1961 bereitete den Bemühungen um eine enge wissenschaftliche deutsch-deutsche Zusammenarbeit von Zahnmedizinern jedoch ein jähes Ende. In der DDR bildete sich die Gesellschaft für Stomatologie der DDR als wissenschaftliche Organisation der Zahnmedizin heraus. In den Folgejahren gab es lediglich einen spärlichen Kontakt zwischen beiden Organisationen. Offizielles Organ der Gesellschaft für Stomatologie wurde die 1934 als Organ der DGZMK gegründete „Zahn-, Mund- und Kieferheilkunde“.
Als am 11. Oktober 1973 der Vorsitzende der DGZMK, Rudolf Naujoks, im Rahmen der Jahreshauptversammlung die bevorstehende Gründung einer Akademie Praxis und Wissenschaft (APW) bekannt gab, legte er den Grundstein für ein neues Zeitalter in der zahnmedizinischen Fortbildung. Offiziell wurde die Gründung der APW am 24. April 1974 auf einer Pressekonferenz im Rahmen der 100. Jahrestagung bekannt gegeben. Dabei betonte Naujoks, die Aufgabe der APW sei die „gezielte und systematische Fortbildung des Praktischen Zahnarztes auf wissenschaftlicher Basis“. Der „Grundkurs Zahnheilkunde“ stellte dabei das Vorläufermodell der heute bekannte curriculären Fortbildung dar. Im Rahmen der 102. Jahrestagung der DGZMK vom 28. bis 30. Oktober 1976 wurden die ersten erfolgreichen Teilnehmer der Kursserie feierlich zu Mitgliedern der Akademie ernannt.
Im Jahr 1978 führte der Verein offizielle „Stellungnahmen der DGZMK“ zu aktuellen Fragen aus dem Gebiet der Zahnmedizin ein. Diese Stellungnahmen bedeuteten eine hilfreiche Unterstützung der praktischen Zahnärzteschaft bei alltäglichen Behandlungsfragen. Zwischen 1978 und 1991 veröffentlichte die DGZMK insgesamt 50 offizielle Stellungnahmen.
Obgleich bereits 1966 etwa der türkische Zahnmediziner Lem'i Belger, ein Mitarbeiter von Alfred Kantorowicz, zum korrespondierenden Mitglied der Gesellschaft ernannt wurde, rückte ab den Jahren 1979 und 1980 die Internationalisierung der Deutschen Zahn-, Mund- und Kieferheilkunde und somit der Transfer deutscher Forschungsergebnisse in die internationale Staatengemeinschaft immer stärker in den Mittelpunkt des Handelns der DGZMK. Nach intensiven Diskussionen nahm man dennoch von einer englischsprachigen Publikation (vorerst) Abstand. Als Gründe nannte man u. a. die zunehmende Spezialisierung der wissenschaftlichen Zahn-, Mund- und Kieferheilkunde. Somit wären viele Arbeiten ausschließlich für Spezialisten interessant, was den mit einer englischsprachigen Publikation verbundenen Aufwand nicht rechtfertige.
Mit dem Zusammenbruch der DDR im Jahre 1989 und der Wiedervereinigung Deutschlands 1990 stand auch die DGZMK vor gewaltigen Umbrüchen. Dies nicht zuletzt, weil die Gesellschaft für Stomatologie der DDR am 7. April 1990 aufgelöst wurde. Die DGZMK sah es daraufhin als ihre hohe Verantwortung, auch wissenschaftlich interessierten Zahnärzten der ehemaligen DDR offenzustehen. Um die Hemmschwelle ostdeutscher Zahnmediziner für einen Beitritt in die DGZMK zu minimieren, beschloss der damalige Vorstand um den Vorsitzenden Rolf Nolden, ostdeutschen Zahnärzten auch bei den Mitgliedsbeiträgen entgegenzukommen.
Im April 1997 richtete der Verein eine Homepage ein. Diese sollte eine Plattform darstellen, die es Zahnärzten ermöglichte, auch außerhalb der Jahrestagungen einen schnellen und gezielten Zugang zu aktuellen Informationen aus der Zahnheilkunde zu erhalten. Darüber hinaus stellt sie eine Informationsquelle für die Medien dar, die nun die Öffentlichkeit auf Grundlage wissenschaftlich fundierter Informationen über Neuerungen in der Zahnmedizin informieren konnte.

### Seit 2000
Eine Entwicklung, die bereits am Ende des 20. Jahrhunderts zu beobachten war und im 21. Jahrhundert ihre Fortsetzung fand, war die zunehmende Spezialisierung der niedergelassenen Zahnärzte in Teilgebieten der Zahnheilkunde. Diese Entwicklung stellte auch die DGZMK vor die große Herausforderung eine Antwort auf die Frage zu finden, wie sie als wissenschaftliche Organisation auch in Zukunft die Interessen aller in Deutschland tätigen Zahnärzte aus Praxis und Wissenschaft vereinen und gleichermaßen nach außen vertreten kann.
Mehr als zehn Jahre nach der Wiedervereinigung waren die ostdeutschen Zahnärzte in den Mitgliederzahlen der DGZMK unterrepräsentiert. Um dieser Tatsache entgegenzuwirken, hat die DGZMK im Jahr 2004 Kooperationsverträge mit der „Gesellschaft für Zahn-, Mund- und Kieferheilkunde an der Martin-Luther-Universität Halle-Wittenberg“ und der „Mecklenburg-Vorpommerischen Gesellschaft für Zahn-, Mund- und Kieferheilkunde an den Universitäten Greifswald und Rostock“ abgeschlossen.
Unter ihrem Dach vereint die DGZMK im Jahr 2018 insgesamt 40 zahnmedizinische Gesellschaften, Arbeitskreise und Arbeitsgemeinschaften. Sie fungiert somit als Sprachrohr der gesamten wissenschaftlichen Zahnmedizin. In dieser Funktion gibt sie den in den einzelnen Gruppierungen erlangten Erkenntnissen ein stärkeres Gewicht und fördert somit deren bessere Wahrnehmung durch die Öffentlichkeit.
Durch ihre enge Zusammenarbeit mit ihren themenbezogenen Fachgruppierungen ist die DGZMK darüber hinaus in der Lage, Zahnärzten ein komplexes Fortbildungsangebot in den unterschiedlichen zahnmedizinischen Fachdisziplinen anzubieten. Daher wird das Fortbildungsangebot der Akademie Praxis und Wissenschaft (APW) kontinuierlich den sich ständig ändernden Anforderungen des Marktes angepasst.
Eine weitere Aufgabe war die Stärkung der eigenen Positionierung in der Fachwelt und der Öffentlichkeit. Der durch Wilfried Wagner eingeleitete Schulterschluss mit der Bundeszahnärztekammer (BZÄK) hat hierfür neue Potentiale ergeben. So unterhält die DGZMK ein Büro in den Berliner Räumlichkeiten der BZÄK, wodurch sie einen besseren Einfluss auf politische Entscheidungen erhält. Darüber hinaus wurde und wird die bestehende Kooperation durch weitere gemeinschaftliche Aktivitäten, wie die gemeinsame Austragung des „Deutschen Zahnärztetages“, die gemeinsame Herausgabe von Patienteninformationen oder gemeinsame Gespräche zur Vorbereitung einer neuen zahnärztlichen Approbationsordnung gestärkt.
Georg Meyer setzte sich während seiner Amtszeit (2004–2007) darüber hinaus für eine Ausweitung des Angebotes wissenschaftlicher Stellungnahmen und eine stärkere internationale Ausrichtung der Deutschen Zahnärztlichen Zeitschrift ein. Die von ihm angestrebte Internationalisierung des Fortbildungsangebotes der Akademie Praxis und Wissenschaft erfuhr während seiner Amtszeit jedoch keine Umsetzung.
Als Thomas Hoffmann im Jahr 2007 das Amt des Präsidenten der DGZMK übernahm, nannte er den Ausbau des Serviceangebotes für DGZMK-Mitglieder sowie eine stärkere Berücksichtigung der Belange der überwiegend als „Hauszahnärzte“ tätigen Mitglieder als wesentliche Ziele seiner Amtszeit. Seit dem Jahr 2008 bietet der Verein seinen Mitgliedern daher die Mundschleimhautberatung an. Im Jahr 2009 wurde der DGZMK-Beratungsservice durch die Röntgenberatung ergänzt. DGZMK-Mitglieder haben nun die Möglichkeit, schwer zu diagnostizierende Patientenfälle einem vereinseigenen Expertengremium zuzuleiten. Dieses berät die eingereichten Behandlungsfälle und gibt dem Zahnarzt Behandlungstipps im Sinne seines Patienten.

## Wissenschaftliche Förderung und Preise
Die Förderung des akademischen Nachwuchses und wissenschaftlicher Projekte ist die in der Satzung festgeschriebene Kernaufgabe. Neben der Vergabe von wissenschaftlichen Preisen fördert der Verein geeignete Projekte über einen Wissenschaftsfonds, der von einem Kuratorium verwaltet wird und aus dem DGZMK-Mitglieder Fördermittel beantragen können.
Der Verein lobt zur Förderung der Wissenschaft und des Fortschritts folgende wissenschaftliche Preise aus:
- Deutscher Millerpreis, dotiert mit 10.000 Euro
- DZZ-Jahresbestpreis, dotiert mit 3.000 Euro
- Kurt Kaltenbachs Dental Education Award, dotiert mit 13.000 Euro
- DGZMK/BZÄK/Dentsply-Förderpreis, dotiert mit 1.500 Euro
- DGZMK Poster Award, dotiert mit 1.000 Euro

## Fachgesellschaften, Arbeitsgemeinschaften und Arbeitskreise

Organigramm

### Nicht-selbstständige Arbeitskreise, Arbeitsgemeinschaften und Gesellschaften
- Deutsche Gesellschaft für Funktionsdiagnostik und Therapie (DGFDT)
- Arbeitsgemeinschaft für Kieferchirurgie
- Arbeitsgemeinschaft für Röntgenologie
- Arbeitsgemeinschaft für Grundlagenforschung
- Arbeitsgemeinschaft Ergonomie in der Zahnheilkunde
- Arbeitskreis Epidemiologie und Public Health
- Arbeitskreis Psychologie und Psychosomatik
- Arbeitskreis Geschichte der Zahnheilkunde
- Transdisziplinärer Arbeitskreis Regenerative Medizin
- Arbeitskreis Halitosis
- Arbeitskreis Wehrmedizin
- Arbeitskreis Ethik
- Arbeitsgemeinschaft Zahnmedizin für Menschen mit Behinderung oder besonderem medizinischen Unterstützungsbedarf (AG ZMB)

### Interdisziplinäre Arbeitskreise
- Interdisziplinärer Arbeitskreis Forensische Odonto-Stomatologie (AKFOS)
- Interdisziplinärer Arbeitskreis Oralpathologie und Oralmedizin
- Interdisziplinärer Arbeitskreis Zahnärztliche Anästhesie
- Interdisziplinärer Arbeitskreis für Lehre in der Zahnmedizin
- Arbeitskreis Ethno- und Paläo-Zahnmedizin (EPZ)

### Assoziierte Fachgesellschaften
- Deutsche Gesellschaft für Alterszahnmedizin (DGAZ)
- Deutsche Gesellschaft für Ästhetische Zahnmedizin (DGÄZ)
- Deutsche Gesellschaft für Implantologie (DGI)
- Deutsche Gesellschaft für Laserzahnheilkunde (DGL)
- Deutsche Gesellschaft für Computergestützte Zahnheilkunde (DGCZ) mit der Sektion Informatik
- Deutsche Gesellschaft für Parodontologie (DG PARO)
- Deutsche Gesellschaft für Prothetische Zahnmedizin und Biomaterialien (DGPro) [vormals Deutsche Gesellschaft für Zahnärztliche Prothetik und Werkstoffkunde e. V. (DGZPW)]
- Deutsche Gesellschaft für Zahnerhaltung (DGZ)
- Deutsche Gesellschaft für Kinderzahnheilkunde (DGKiZ)

### Korporierende Gesellschaften
- Schleswig-Holsteinische Gesellschaft für Zahn-, Mund- und Kieferheilkunde
- Westfälische Gesellschaft für Zahn-, Mund- und Kieferheilkunde
- Vereinigung für wissenschaftliche Zahnheilkunde Stuttgart
- Saarländische Gesellschaft für Zahnärztliche Fortbildung

### Kooperierende Fachgesellschaften
- Deutsche Gesellschaft für Kieferorthopädie
- Deutsche Gesellschaft für Mund-, Kiefer- und Gesichtschirurgie
- Bergischer Zahnärzteverein
- Gnathologischer Arbeitskreis
- Gesellschaft für ZMK an der Martin-Luther-Universität Halle-Wittenberg
- Mecklenburg-Vorpommerische Gesellschaft für ZMK an den Universitäten Greifswald und Rostock
- Deutsche Gesellschaft für Zahnärztliche Schlafmedizin
- Friedrich-Louis-Gesellschaft der Universität Leipzig
- Gesellschaft für Zahn-, Mund- und Kieferheilkunde Dresden e. V.

## Publikationsorgane
- Deutsche Zahnärztliche Zeitschrift (DZZ) als Mitgliederzeitschrift der DGZMK; Deutscher Ärzte-Verlag, Köln
- Deutsche Zahn-, Mund- und Kieferheilkunde; Deutscher Ärzte-Verlag, Köln
- Zeitschrift für Zahnärztliche Implantologie; Deutscher Ärzte-Verlag, Köln
- Oralprophylaxe und Kinderzahnheilkunde; Deutscher Ärzte-Verlag, Köln
- Clinical Oral Investigations; Springer-Verlag, Heidelberg/New York
- Dental Video Journal (ehemals APW-DVD-Journal); Quintessenz Verlags GmbH, Berlin
- International Poster Journal of Dentistry and Oral Medicine; Quintessenz Verlags GmbH, Berlin

## Präsidenten der DGZMK und ihrer Vorgängerorganisationen (1859–2013)
| Amtszeit  | Name                  | Lebensdaten | Dienstort    |
| --------- | --------------------- | ----------- | ------------ |
| 1859–1866 | Moritz Heider         | 1816–1866   | Wien         |
| 1868–1869 | Eduard Leopold        | 1829–1869   | Stuttgart    |
| 1871–1876 | Gustav Klare          | 1834–1910   | Leipzig      |
| 1876–1879 | Adolf Hartung         | 1817–1893   | Jena         |
| 1879–1885 | Gustav Klare          | 1834–1910   | Leipzig      |
| 1885–1891 | Carl Sauer            | 1835–1899   | Berlin       |
| 1891–1900 | Friedrich Louis Hesse | 1849–1906   | Leipzig      |
| 1900–1906 | Willoughby D. Miller  | 1853–1907   | Berlin / USA |
| 1906–1926 | Otto Walkhoff         | 1860–1934   | München      |
| 1926–1928 | Wilhelm Herrenknecht  | 1865–1941   | Freiburg     |
| 1928–1945 | Hermann Euler         | 1878–1961   | Breslau      |
| 1949–1954 | Hermann Euler         | 1878–1961   | Breslau      |
| 1954–1957 | Hermann Wolf          | 1889–1978   | Würzburg     |
| 1957–1965 | Ewald Harndt          | 1901–1996   | Berlin       |
| 1965–1969 | Gerhard Steinhardt    | 1904–1995   | Erlangen     |
| 1969–1971 | Eugen Fröhlich        | 1910–1971   | Tübingen     |
| 1972–1977 | Rudolf Naujoks        | 1919–2004   | Würzburg     |
| 1977–1981 | Werner Ketterl        | 1925–2010   | Mainz        |
| 1981–1985 | Manfred Straßburg     | 1930–2014   | Düsseldorf   |
| 1985–1989 | Rudolf Voß            | 1926–       | Köln         |
| 1989–1993 | Rolf Nolden           | 1934–2019   | Bonn         |
| 1993–1997 | Gottfried Schmalz     | 1946–       | Regensburg   |
| 1997–2001 | Wilfried Wagner       | 1950–       | Mainz        |
| 2001–2004 | Heiner Weber          | 1950–       | Tübingen     |
| 2004–2007 | Georg Meyer           | 1948–       | Greifswald   |
| 2007–2010 | Thomas Hoffmann       | 1951–       | Dresden      |
| 2010–2013 | Henning Schliephake   | 1960–       | Göttingen    |
| 2013–2016 | Bärbel Kahl-Nieke     | 1958–       | Hamburg      |
| 2016–2019 | Michael Walter        | 1955–       | Dresden      |
| 2019–2022 | Roland Frankenberger  | 1967–       | Marburg      |
| seit 2022 | Jörg Wiltfang         | 1963–       | Kiel         |